# Bernarda Brčić
Bernarda Brčić (Osijek, 12 maggio 1991) è una pallavolista croata, palleggiatrice del RC Cannes.

## Carriera

### Club
La carriera di Bernarda Brčić inizia nella stagione 2005-06, quando debutta nella 1.A Liga croata con il Rijeka (dal 2012 HAOK Rijeka), dove milita per otto annate, aggiudicandosi sette scudetti e sei edizioni della Coppa di Croazia.
Nella stagione 2013-14 gioca per la prima volta all'estero nella Serie A1 italiana, con la Robur Tiboni Urbino, mentre nella stagione seguente gioca nella Ligue A francese coi il Le Cannet, vincendo la Coppa di Francia e raggiungendo la finale scudetto. Nell'annata 2015-16 torna in Italia, ingaggiata dal Neruda di Bronzolo, mentre in quella successiva è al Târgoviște, nella Divizia A1 rumena. 
Per il campionato 2017-18, dopo una breve parentesi in patria col Kostrena, si accasa al Kamnik, nella 1. DOL slovena. Nel campionato successivo fa ritorno nella Superliga croata con l'Olimpik fino al gennaio 2019, quando si lega al Filottrano per la seconda parte della Serie A1 2018-19.
Nell'annata 2019-20 difende i colori dell'ASPTT Mulhouse, nella Ligue A francese, divisione dove resta anche nella stagione seguente, giocando per il RC Cannes.

### Nazionale
Nel 2013, dopo aver fatto parte delle nazionali Under-19 e Under-20, debutta nella nazionale croata maggiore, vincendo la medaglia di bronzo ai XVII Giochi del Mediterraneo, migliorandosi invece nell'edizione seguente, dove conquista l'oro.

## Palmarès

### Club
- Campionato croato: 7

2006-07, 2007-08, 2008-09, 2009-10, 2010-11, 2011-12, 2012-13
- Coppa di Croazia: 6

2005, 2006, 2007, 2008, 2009, 2012
- Coppa di Francia: 1

2014-15

### Nazionale (competizioni minori)
- Giochi del Mediterraneo 2013
- Giochi del Mediterraneo 2018